# Oplopomops diacanthus
Oplopomops diacanthus es una especie de peces de la familia de los Gobiidae en el orden de los Perciformes.

## Morfología
Los machos pueden llegar a alcanzar los 7,5 cm de longitud total.

## Hábitat
Es un pez de Mar y, de clima tropical y asociado a los  arrecifes de coral que vive hasta los 10 m de profundidad.

## Distribución geográfica
Se encuentran en Indonesia, el Japón, las Maldivas, las Islas Marshall, República de Palau y Papúa Nueva Guinea.

## Observaciones
Es inofensivo para los humanos.